# Carl Johan Jonsson
Carl Johan Jonsson (i riksdagen kallad Jonsson i Mörkhult), född 2 februari 1855 i Hagshult (i dag i Vaggeryds kommun), död där 5 juni 1939, var en svensk lantbrukare, häradsdomare, landstingsman och riksdagsledamot (högern). 
Carl Johan Jonsson var lantbrukare på Mörkhults gård i Hagshult. Han var riksdagsledamot i andra kammaren för Jönköpings läns östra valkrets 1921 och Jönköpings läns valkrets 1923-1924. 
I dag är han främst ihågkommen som pekoralist och upphovsman till småskriften Några minnen och erinringar från riksdagsmännens resa genom norra Sverige år 1921, ett resereportage från en studieresa i Norrland. Skriften var författad på ett så ofrivilligt komiskt vis att verket sedan dess utgivits i flera nytryck, ofta tillsammans med en sarkastisk recension av Torgny Segerstedt. 
Inledningsmeningen slår an tonen:

Resan anträddes tisdagen den 12 juli kl 10:10 e.m., med av regeringen medgivet och av Kungl. Järnvägsstyrelsen anordnat extratåg, från Stockholm genom Uppland, vars härliga natur och stora samt jämna åkertegar, som desslikes också torde vara väl skötta, vi tillfölje nattens inträde ej fingo skåda.